# Kent Acres
Kent Acres è un census-designated place (CDP) degli Stati Uniti, situato nella Contea di Kent, nello stato del Delaware. Appartiene all'area micropolitana di Dover. Secondo il censimento del 2000 la popolazione era di 1 637 abitanti.

## Geografia fisica
Secondo i rilevamenti dello United States Census Bureau, il CDP di Kent Acres si estende su una superficie totale di 2,4 km², dei quali 2,3 km² sono occupati dalle terre, mentre 0,1& km² sono occupati dalle acque, e corrispondono al 3,26% dell'intero territorio.

## Popolazione
Secondo il censimento del 2000, a Kent Acres vivevano 1 637 persone, ed erano presenti 460 gruppi familiari. La densità di popolazione era di 718,2 ab./km². Nel territorio comunale si trovavano 700 unità edificate. Per quanto riguarda la composizione etnica degli abitanti, il 73,55% era bianco, il 19,85% era afroamericano, lo 0,12% era nativo, e l'1,47% era asiatico. Il restante 5,01% della popolazione appartiene ad altre razze o a più di una. La popolazione di ogni razza proveniente dall'America Latina corrisponde al 4,58% degli abitanti.
Per quanto riguarda la suddivisione della popolazione in fasce d'età, il 26,8% era al di sotto dei 18, il 6,1% fra i 18 e i 24, il 30,6% fra i 25 e i 44, il 23,0% fra i 45 e i 64, mentre infine il 13,5% era al di sopra dei 65 anni di età. L'età media della popolazione era di 37 anni. Per ogni 100 donne residenti vivevano 91,9 maschi.